# 2001 у Тернопільській області
| Роки в Тернопільській області: ← · 2000 · 2001 · 2002 · 2003 · 2004 · 2005 · 2006 · 2007 · 2008 · 2009 · 2010 · 2011 · 2012 · 2013 · 2014 · 2015 · 2016 · 2017 · 2018 · 2019 · 2020 · 2021 · 2022 · 2023 · 2024 · 2025 Див. також: XIX століття · XX століття |

## Річниці

### Річниці заснування, відвідування, подій
- 10 років із часу заснування Тернопільського обласного художнього музею (1.05.1991).
- 10 років із часу заснування Всеукраїнської літературно-мистецької та громадсько-політичної премії імені Братів Богдана та Левка Лепких (1991).
- 10 років із часу відновлення Підгаєцького району (6.12.1991).

### Річниці від дня народження
- 2 січня — 60 років від дня народження українського поета, журналіста, краєзнавця Романа Піня (нар. 1941).
- 11 січня — 90 років від дня народження польського поета, перекладача, публіциста Александра-Лешека Борковського-Дуніна (1811—1896).
- 12 січня — 120 років від дня народження українського політичного діяча Марка Каганця (1881—1908).
- 21 січня — 120 років від дня народження українського поета, перекладача, журналіста, театрально-музичного критика, актора, режисера, громадського діяча Степана Чарнецького (1881—1944).
- 24 січня — 60 років від дня народження українського літературознавця, письменника, перекладача, науковця Юрія Покальчука (1941—2008).
- 30 січня — 60 років від дня народження українського літератора, заслуженого діяча мистецтв України Василя Фольварочного (нар. 1941).
- 13 березня — 70 років від дня народження українського письменника, літературознавця, кіносценариста, художника Григорія Штоня (нар. 1941).
- 15 березня — 80 років від дня народження політв'язня, українського письменника, педагога Богдана Когута (1921—2012).
- 26 березня — 50 років від дня народження українського письменника, публіциста, літературознавця, громадського діяча Степана Сапеляка (1951—2012).
- 27 березня — 70 років від дня народження українського письменника, журналіста, громадського діяча Петра Ковальчука (1931—1995).
- 4 квітня — 160 років від дня народження польського історика, педагога, мистецтвознавця, академіка Польської Академії наук Анатоля Левицького (1841—1899).
- 29 квітня — 120 років від дня народження української драматичної актриси, співачки Катерини Рубчакової (1881—1919).
- 7 травня — 60 років від дня народження українського композитора, фольклориста, літературознавця, краєзнавця Василя Подуфалого (1941—2000);
- 9 травня — 60 років від дня народження українського фольклориста, етнографа, мовознавця, літературознавця, мистецтвознавця, перекладача, громадсько-культурного діяча Володимира Гнатюка (1871—1926).
- 21 травня — 70 років від дня народження українського інженера, громадсько-політичного діяча Ігоря Олещука (нар. 1931).
- 22 червня — 50 років від дня народження української письменниці Теодозії Зарівної (нар. 1951).
- 20 липня — 60 років від дня народження української вишивальниці, літераторки, фольклористки Світлани Новосад (нар. 1941).
- 13 вересня — 70 років від дня народження українського письменника Бориса Харчука (1931—1988).
- 10 серпня — 60 років від дня народження українського поета, перекладача, науковця, громадського діяча, дипломата Романа Лубківського (1941—2015).
- 14 серпня — 110 років від дня народження українського художника, мистецтвознавця, педагога, громадського діяча Миколи Анастазієвського (1941—2015).
- 14 вересня — 70 років від дня народження українського журналіста, письменника Івана Гермаківського (1931—2006).
- 3 жовтня — 75 років від дня народження канадського хорового диригента, педагога, громадського діяча, доктора теології українського походження Володимира Климківа (1926—2000).
- 12 грудня — 60 років від дня народження українського письменника, журналіста, громадського діяча Бориса Хижняка (1941—2008).